# Пийклік Едуард Томович
Едуард Томович Пийклік (Пийклаггу) (16 грудня 1879, село Куліна-Арукюла волості Кюті Везенберзького повіту Естляндської губернії, тепер волості Вінні повіту Ляене-Вірумаа, Естонія — 22 лютого 1953, місто Раквере, тепер Естонія) — радянський та естонський діяч, селянин волості Кюті Віруського повіту. Депутат Верховної Ради СРСР 2-го скликання (в 1946—1950 роках).

## Життєпис
Народився в багатодітній родині безземельного селянина-орендатора. Батько помер, коли Едуарду було тринадцять років. З дитячих років наймитував у поміщика, працював у господарстві матері.
З вісімнадцятирічного віку був учнем в ливарному цеху заводу «Двигун». Через рік покинув заводу і почав працювати робітником торфорозробок барона Штакельберга біля залізничної станції Молосковіци.
Брав участь у революційних подіях 9 січня 1905 року в Санкт-Петербурзі. У січні 1905 року заарештований разом із братом Густавом за проведення нелегальних зборів робітників біля станції Волосово. Два з половиною роки провів у в'язниці Санкт-Петербурга. У липні 1907 року відправлений на заслання на Урал, де працював на лісопилці. Був організатором страйку робітників лісопилки, через загрозу арешту покинув місце заслання і нелегально перебрався на лісорозробки в район Ямбурга Санкт-Петербурзької губернії, де працював його брат. Понад рік працював на лісорозробках під чужим іменем.
У 1915 році мобілізований до російської імператорської армії, учасник Першої світової війни. зазнав контузії на фронті, лікувався у військовому госпіталі. Після одужання служив шофером броньовика у Петрограді. У 1917 році був обраний в Раду солдатських депутатів Петрограда від солдатів-естонців Петропавловської фортеці.
Брав участь у жовтневому більшовицькому перевороті 1917 року в Петрограді. Закінчив двотижневі короткотермінові курси агітаторів у Смольному, був направлений в Омську і Томську губернії для проведення більшовицької агітації в естонських поселеннях. На початку лютого 1918 року повернувся до Петрограда, а в квітні 1918 року був звільнений із армії і перебрався в район Ямбурга. Весною 1918 року був організатором сільськогосподарської артілі в маєтку Оссердіци. Артіль ліквідували влітку 1919 року білогвардійські війська генерала Юденича, а Едуард Пийклік переїхав до Естонської Республіки.
Працював у поміщика, потім придбав власну землю і займався селянським господарством у селах Арукюла та Виху, був членом правління Селянського союзу волості Віру-Ягупі.
Родина Пийкліків активно підтримала радянську окупацію Естонії в 1940—1941 роках. Під час німецько-фашистської окупації Едуарда Пийкліка заарештували і в 1941—1943 роках утримували у в'язниці в Раквере за звинуваченням в поширенні забороненої літератури та листівок. Двоє синів Едуарда Пийкліка загинули у боротьбі з німецькими військами.
З 1945 року проживав у волості Кюті (нині у складі повіту Ляене-Вірумаа), селянин-середняк, займався сільським господарством. Член ВКП(б).
Помер 22 лютого 1953 року в місті Раквере.